# Девочка из завтра
«Девочка из завтра» (англ. The Girl from Tomorrow) — австралийский детский научно-фантастический приключенческий телесериал, премьера которого состоялась в 1990 году на канале Nine Network.

## Сюжет
Идёт 3000 год. Человечество живёт в утопии, хотя и продолжает трудиться над восстановлением земной экосистемы после катастрофического бедствия 2500 года (2500’s Great Disaster). Для исследования причин этой катастрофы в прошлое (в 2500 год) на «капсуле времени» отправляется исследовательница Тулиста (Tulista). Возвращается она, будучи захваченной Сильверторном (англ. Silverthorn — «Серебряный Шип»), преступником, который хочет завоевать будущее. Поняв, что, хотя в 3000 году у землян и нет оружия, ему не удастся их покорить, Сильверторн берёт в заложницу Алану (Alana), 14-летнюю ассистентку Тулисты, и отправляется на «капсуле времени» в ещё более далёкое прошлое, в 1990 год, где, как он уверен, у него будет больше шансов захватить мир. Алане удаётся бежать от злодея, и она знакомится с Дженни Келли (Jenny Kelly), девочкой примерно её возраста. Новая подруга помогает Алане остановить злодея и вернуть «капсулу времени», попутно знакомя гостью из будущего со своей семьёй и школьным окружением. В итоге, Алана возвращается на «капсуле времени» в 3000 год, а вместе с ней Дженни, нуждающаяся в лечении повреждённой центральной нервной системы, а также «Серебряный Шип» в бессознательном состоянии.

## Персонажи
- Алана — 14-летняя девочка из 3000 года. Её родители живут на Титане, но послали дочку учиться на Землю. Здесь она обучается владению Преобразователем (Transducer), отличительным признаком этого её умения являются три родинки на виске.
- Сильверторн (Серебряный Шип) — злодей из 2500 года. Несмотря на свои злые намерения, временами может быть весьма обаятельным.
- Дженни Келли — 14-летняя девочка из 1990 года, подруга Аланы. В первом сезоне красит волосы в фиолетовый цвет, во втором — натуральная блондинка. Играет на барабанах и мечтает стать частью музыкальной группы. Ненавидит Сидней, в котором живёт, но благодаря новой подруге из будущего смотрит на свой город другими глазами.
- Пити Келли — 9-летний мальчик из 1990 года, брат Дженни. Любит супергероев, в частности, называет себя «Капитан Зеро». Увлекается научной фантастикой, поэтому прибытие девочки из будущего для него имеет особое значение.
- Ирен Келли — мама Дженни и Пити. Очень заботится о своих детях, поэтому не одобряет их противостояние с Сильверторном. Имеет роман с Джеймсом Руни, учителем физики из школы Дженни и Пити.
- Джеймс Руни — учитель физики в школе Дженни и Пити. Встречается с их матерью, Ирен. Помогает детям вернуть машину времени.

## Изобретения будущего
Несмотря на значительный срок, прошедший по сценарию с настоящего времени (5—10 веков), технологии будущего в сериале представлены весьма скромно:
- 2500 год — бластер;
- 3000 год — машина времени; персональный компьютер, носимый на запястье (с возможностью воспроизведения голограмм); Преобразователь, или трансдюсер (левитация объектов, уничтожение материальных объектов, терраформирование, телепатия, заживление ран).